# Yoshio Aoyama
Yoshio Aoyama fue un pintor japonés.

## Biografía
Yoshio Aoyama es una figura de gran importancia en la pintura de principios de siglo XX en Francia , poco conocido por la historiografía del arte, ha sido estudiado por el historiador del Arte español Luis Pérez Nieto, dada su relación de amistad con la viuda del pintor, Marie Madelaine Lyvan.
Aoyama en su estilo pictórico sigue una estela totalmente diferente a algunos pintores japoneses predecesores tales como Fujita; ya que en lugar de introducir en su obra elementos japoneses reconocibles en su obra, Aoyama prefirió hacer un uso de estos de una manera sutil a lo largo de toda su trayectoria. Nunca quiso renunciar a su tradición, pero supo adaptarse a la cultura occidental llegando a formar parte de la historia de la pintura francesa de principios de siglo dentro de la llamada Escuela de París.
Su obra es bastante desconocida puesto que a lo largo de su vida expuso de manera muy irregular, prefiriendo la tranquilidad de su taller (al cual consideraba una especie de microcosmos).
Debido a su longevidad (Yokosuka 1894- Tokio 1996) su obra abarca prácticamente todo el siglo XX. conoció todos los estilos de un siglo tan productivo y confuso como fue el siglo XX. Nunca se adherio a estilos y modas, sino que su supo mantener en su obra una constante dentro del "placer del ser" y del "placer de transmitir", llegando a conseguir un estilo propio que hace de sus obras algo único e inigualable.
Se podría decir que en su pintura Aoyama abstrae un cierto ideal que le ha sido transmitido de sus ancestros; un ideal que se manifiesta en la 'alegría de vivir' (Joie de vivre) que está también presente en pintores como Pierre Bonnard, Raoul Dufy o su maestro Henri Matisse.
En el estilo de Aoyama se descubre una ley constante que le da fuerza e intensidad. Eligiendo una playa, un jardín, una calle, adaptaba estas escenas a su propia visión del mundo en relación con sus valores espirituales de origen oriental. Se puede decir que operaba con una doble elección: Por una parte de carácter objetiva y por otra espiritual. De la primera sólo mantiene lo esencial, peros sin privarla de lo que hay entre el cielo y la tierra; al igual que Matisse y por otra parte la esencia espiritual, que aparece en el tratamiento de la materia pictórica: mediante óleos generosos y cálidos, aplicados con una total seguridad.
Mediante esta técnica quería hacer consciente al espectador de que sus escenas y personajes pertenecen al mundo material. Queriendo dejar constancia de su precariedad y la 'alegría de vivir' no se manifiesta por su beatitud sino por la victoria sobre los peligros que la amenaza. Una serenidad recorrida de estridencias que parece conjurar a los espíritus nipones, esta es la impresión que deja en la mayoría de los casos las obras de Aoyama.
Una obra sin dificultad a la hora de contemplarla, pero que para profundizar en ella es necesaria una conquista lenta y cargada de misticismo.

### Etapa de Formación: 1911-1925
La primera etapa de formación de Yoshio Aoyama transcurrió bajo la influencia del maestro nipón Oshita Tojiro en el año 1911, ya que en poco tiempo quedará huérfano de padre y madre, siendo acogido por este pintor japonés como un hijo. Entró a formar parte de la escuela Nihon Suisaiga Kenkyusho.
Desde una edad muy temprana se dedicó plenamente a la pintura, aprendiendo de manera casi autodidacta. Posteriormente paso a estudiar Bellas Artes en la universidad de Tokio.
Su primer maestro Oshita Tojiro fue un pintor de corte occidental especialista en acuarelas (siendo promotor de la revista de arte Mizu-e). En este periodo de formación Aoyama se dedicó a la copia de modelos clásicos y a estudios de desnudos y paisajes. Obtuvo una formación sólida en arte occidental y en sus dibujos se aprecia un trazo firme y seguro.
Sus primeras obras al óleo demuestran unos trazos gruesos, típicos de su formación como dibujante, que delimitan los contornos; y una gama de colores oscuros como los pardos, los verdes, marrones, ocres, que darán un aire melancólico y frío a su primera etapa.
En otras ocasiones dentro de su primera etapa son los propios colores los que hacen de delimitadores en sus figuras, creando formas muy marcadas y delimitadas, careciendo de mezcla de colores. Una técnica que está en relación con la pintura tradicional japonesa el Ukiyo-e, literalmente pintura flotante, donde los fondos son completamente planos y las figuras parecen flotar en un escenario. Hay una clara influencia también de los biombos estilo kano y de los biombos del periodo Namban (siglos XVI-XVII). En este tipo de biombos aparecen fondos con nubes doradas que llenan las escenas de un aire místico.
La primera etapa de Yoshio Aoyama está llena de un sentimiento de melancolía donde la soledad y el aislamiento se funden en un halo misterioso; creando una pintura en cierta manera hostil al espectador. un espectador que no puede penetrar en ese mundo misterioso al cual no tiene acceso, por lo que sólo puede comprender la imagen exterior que muestra.

### Primera estancia en Europa: París y Niza. 1925-1935
Yoshio Aoyama viaja a Europa para completar su formación. La pasión por los viajes fue heredada de su padre, procedente de una familia de samuráis que llegó a ser secretario del ministerio de la marina japonesa. Fue su padre el que le infundió el gusto por los viajes y por visitar tierras lejanas. La primera ciudad europea donde se instaló Aoyama fue París, recomendado por uno de sus primeros coleccionistas, el japonés Fukushima.
París era entonces la capital del mundo artístico, donde tenía su seda una comunidad internacional llamada Escuela de Paris formada en 1910 por artista de la talla del francés Dufy, el español Picasso, el italiano Modigliani, el bielorruso Marc Chagall y por supuesto el japonés y gran embajador del arte nipón Fujita, al cual conoció en este periodo Aoyama junto con el discípulo de Renoir, el también japonés Ryuzaburo Umehara.
La Escuela de París, con sede en el bohemio barrio de Montmartre, se podía calificar como una auténtica torre de Babel artística, en la que se mezclaban estilos tan diversos como el cubismo, futurismo, primitivismo etc. pero con características comunes como la fascinación por el exotismo, el colorido. De esta manera Aoyama entró en pleno contacto con la vanguardia europea.
Tras su estancia en París, decidió trasladarse por problemas de salud a un lugar más cálido, la capital de la costa azul, Niza. Su médico le había diagnosticado un principio de tuberculosis y le aconsejó un cambio de ciudad más al sur. En Niza Aoyama continuó su actividad pictórica, y fue en una de sus exposiciones donde Matisse conoció su pintura y fascinado por su gran colorido, calificándole de admirable colorista. A través del marchante de Matisse, Yoshio Aoyama pasa a ser discípulo del gran maestro francés. A partir de 1926 sus clases junto a Matisse hacen que la pintura de Aoyama dé un giro espectacular en relación con la técnica empleada. Empezó a crear un estilo nuevo lleno de originalidad, recreando un mundo fascinante e impresionante. Ahora sus figuras adquieren volumen y sus composiciones profundidad. Aparece un sentido de un flujo eterno al cual pertenecen sus obras, existiendo una voluntad superior que lo encauza todo. Se les da un sentido lírico, reflejo inundado de poesía cargada de un cierto misterio que aún sigue incomprensible para el espectador.
Este cambio en la pintura de Aoyama se produce poco a poco, adentrándose en los dictados del fauvismo, sin dejar atrás su tradición japonesa. Ahora los colores rosáceo y azulados son una constante en su obra. Esta etapa es todavía una etapa de formación de un estilo personal.